# Seminar (Bildungseinrichtung)
Schon im Altertum wurde Seminar zur Bezeichnung von Bildungsanstalten aller Art gebraucht. Der Begriff (lateinisch seminarium) lässt sich auf den lateinischen Ausdruck seminare („säen“) oder seminarium („Pflanzstätte, Baumschule, Pflanzschule“) zurückführen. Im Mittelalter wurden besonders die Domschulen so genannt, welche vorwiegend den Zweck hatten, künftige Geistliche heranzubilden. Daher bekam das Wort allmählich die Bedeutung einer „Vorbereitungsanstalt für Geistliche“. Seit dem Konzil von Trient (1545–1563), welches allen Bischöfen die Einrichtung solcher Anstalten zur Pflicht machte, wurde es in diesem Sinn amtliche Bezeichnung.
Erst viel später wurde, zunächst in Deutschland und Frankreich, das Bedürfnis empfunden, Seminare zur Heranbildung künftiger Lehrer, namentlich für die Volksschule, zu begründen. Die Gründung einer solchen Anstalt beabsichtigte schon Herzog Ernst der Fromme von Sachsen-Gotha.
Die Idee eines Seminars für Lehrerinnen vertrat Fénelon in seiner Schrift über die Mädchenerziehung (1687). Ein Séminaire des maîtres d'école schuf in Reims (1684) Johannes Baptist de La Salle, der Stifter der christlichen Schulbrüder.
Herzog Ernsts Idee wurde von August Hermann Francke in Halle weiterentwickelt, welcher 1695 ein Seminarium praeceptorum in seinem Haus begründete, das später in enger Verbindung mit dem Waisenhaus fortbestand und eine große Anzahl von Lehrern für höhere und niedere Schulen ausbildete.
Ähnliche Anstalten wurden unter Förderung König Friedrich Wilhelms I. von Preußen am Waisenhaus auf der Lastadie bei Stettin (1732) und am Pädagogium im Kloster Berge bei Magdeburg (1735) eingerichtet, denen 1747 das Seminar zu Rudolstadt, 1748 das zu Berlin, vom Realschulrektor I. I. Hecker begründet, 1750 und 1751 Schulmeisterseminare zu Hannover, Braunschweig, Wolfenbüttel folgten.
Langsam fanden dann diese Anstalten, zumal auch durch die Empfehlung des Domherrn F. E. von Rochow und der so genannten Philanthropien (Basedow u. a.), größere Verbreitung.
Verstärkte Aufmerksamkeit wurde dem Seminarwesen vor allem nach 1807 unter dem Eindruck der Niederlagen von 1806 und im Geist Pestalozzis durch die preußische Regierung gewidmet. Doch wurde die systematische Fürsorge für die Heranbildung zukünftiger Lehrer erst gegen Ende des 19. Jahrhunderts allgemein als unerlässliche Pflicht des Staats anerkannt.
Von den rund 200 staatlichen Seminaren im Deutschen Reich, deren 115 auf Preußen entfielen, war mehr als ein Drittel sogar erst nach 1872 entstanden.
Ende des 19. Jahrhunderts gab es unterschiedliche Formen von Seminaren. Von geringerer Bedeutung ist der Unterschied zur Externatseinrichtung, bei der die Zöglinge in Privathäusern wohnen und nur den Unterricht in der Anstalt empfangen, und der Internatseinrichtung, bei der ihnen das Seminar auch Wohnung und Kost bietet.
Wichtiger war der Unterschied in der Bildungszeit, welche z. B. in Preußen drei Jahre, im Königreich Sachsen dagegen sechs Jahre betrug. Auch hinsichtlich des Lehrplans herrschten große Unterschiede. Im Königreich Sachsen war z. B. an allen Seminaren der Lateinunterricht Pflichtfach, während in Preußen die Teilnahme am Unterricht in einer Fremdsprache ein Wahlfach war.
Die damals vielfach vorkommende Verbindung des Lehramtes mit kirchlichen Diensten, besonders dem Organistenamt, bedingte in den meisten deutschen Seminaren eine weitgehende Pflege der Musik, insbesondere des Orgelspiels. Auf dem Lehrplan standen auch Turnen und Zeichnen, und häufig gehörten zum Unterricht weitere Fächer wie Landwirtschaft, Gartenbau und Obstbaumzucht.
Die heutige Bedeutung des Begriffs Seminar als Lehrveranstaltung oder Kurs entwickelte sich erst Anfang des 20. Jahrhunderts.
Im deutschen Bundesland Baden-Württemberg heißen Bildungseinrichtungen für die Ausbildung und Fortbildung von Lehrkräften Seminar.

## Übungsschule
Übungsschulen bzw. Praxisschulen (und analog -Kindergärten) kombinieren Schulen mit Praxismöglichkeiten für angeschlossene Lehrerseminare.
Mit jedem gut eingerichteten Seminar war mindestens eine Übungsschule verbunden, in welcher sich die Seminaristen der oberen Klassen unter Leitung und Aufsicht eines Lehrers im Unterrichten üben. Auch mit Taubstummenanstalten brachte man häufig die Seminare in Verbindung, um den jungen Lehrern diesen Zweig der Heilpädagogik durch Anschauung nahezubringen.